# Tomás Gutiérrez Alea
Tomás Gutiérrez Alea, de sobrenom Titón (L'Havana, 11 de desembre de 1928-ibídem, 16 d'abril de 1996), va ser un influent cineasta cubà. Va escriure i va dirigir més de 20 llargmetratges, documentals i curts, coneguts per la seva influència en la Cuba post-Revolucionària, i el seu delicat equilibri entre la dedicació a la Revolució cubana i la crítica sobre la situació social, econòmica i política del país.
El treball de Gutiérrez Alea és representatiu d'un moviment ocorregut en la dècada de 1960-1970 conegut col·lectivament com Nou Cinema Llatinoamericà. Aquest moviment col·lectiu, també denominat Cinema Lliure o Cinema Imperfecte, estava profundament preocupat pels problemes derivats del neocolonialisme i la identitat cultural. El moviment rebutjava la perfecció comercial de l'estil de Hollywood, i el cinema d'autor europeu, proposant un cinema creat com a eina per al canvi social i polític.
El moviment tenia la dificultat de mancar de recursos, per la qual cosa l'estètica passava a un paper secundari subordinat a la funció social del Cinema. La meta principal del moviment era crear unes pel·lícules en les quals l'espectador fos un participant actiu, un integrant de la trama de la pel·lícula. Els espectadors eren interpel·lats des d'una anàlisi d'un problema actual dins de la societat que en l'època no tenia cap solució clara, esperant fer als espectadors coneixedors del problema i sortir del teatre volent ser actor del canvi social.

## Joventut
Va néixer en el si d'una família acomodada d'ideologia progressista. Després de graduar-se en Dret en la Universitat de l'Havana en 1951, va estudiar cinema al Centro Sperimentale di Cinematographia a Roma, graduant-se en 1953. Va tenir una important influència del neorealisme italià, i va gravar la seva primera pel·lícula a Roma amb el seu futur col·lega cubà Julio García Espinosa, amb qui va codirigir la pel·lícula documental El Mégano.
Amb el triomf de la Revolució cubana comandada per Fidel Castro el 1959, Gutiérrez Alea, Espinosa, i altres joves cineastes van fundar el Institut Cubà d'Art i Indústria Cinematogràfic (ICAIC). Com a partidaris convençuts de la Revolució, l'ICAIC era un col·lectiu de cineastes que creia que la pel·lícula podia ser la forma d'art moderna més important i el millor mitjà per a difondre el pensament revolucionari entre les masses.
La pel·lícula Esta Tierra Nuestra va ser el primer documental realitzat després del triomf revolucionari. El ICAIC es va centrar sobretot en els documentals i els noticiaris en els seus anys inicials, però es va dedicar eventualment en la producció de les pel·lícules narratives, incloent Historias de la revolución (1960) primera pel·lícula de ficció de l'ICAIC, que va participar al 2n Festival Internacional de Cinema de Moscou i Doce sillas (1962), que va participar al 3r Festival Internacional de Cinema de Moscou.
Titón va ser, a més, un pianista excepcional. Alumne predilecte de César Pérez Sentenat, solia interpretar amb brillantor als romàntics, especialment, Frederic Chopin i Claude Debussy.

## Treballs més coneguts
La primera pel·lícula transcendent de Gutiérrez Alea, Muerte de un burócrata (1966) és una espècie d'homenatge a la història de la comèdia cinematogràfica, i inclou al·lusions directes al treball de Buster Keaton, Laurel i Hardy, Luis Buñuel, i de molts altres.
La història segueix una trama basada en la confusió d'un home jove vagant per oficines burocràtiques per a intentar exhumar el cadàver del seu oncle que havia estat enterrat amb el seu carnet laboral, sense el qual la seva vídua no pot tenir dret a una pensió, de la qual és legalment beneficiària del causant. La pel·lícula es converteix en una sàtira penetrant contra la burocràcia de l'Estat.
La seva següent pel·lícula, Memorias del subdesarrollo (1968), és indubtablement la seva obra mestra. Va ser també la primera pel·lícula cubana que s'exhibirà als Estats Units des de la Revolució. D'acord amb la novel·la de Edmundo Desnoes, la pel·lícula mostra la vida intel·lectual d'un burgès de moral ambigua a l'Havana en el període entre la invasió de Badia de Cochinos i la Crisi dels Míssils. El protagonista està poc disposat a prendre una postura política unidireccional, i amb tot continua menyspreant el país que li envolta que s'està tornant a l'inrevés i subdesenvolupat. La seva vida es descolora en el nihilisme, convertint-se en una personalitat que no té cap paper a la nova Cuba.
En les seves pròpies paraules, Gutiérrez defineix la pel·lícula un “collage… amb una mica de tot”. Gutiérrez utilitza una rica varietat d'estils fílmics en la pel·lícula, passant de les seqüències narratives d'estètica documental que utilitzen enfocaments fixos presos de càmeres de mà a les seqüències del muntatge d'agitació evocadores de les pel·lícules dels cineastes soviètics primerencs com ara Serguei Eisenstein.
Fa ús de diversos tipus de mitjans, incloent fotos immòbils, imatges d'arxiu i gran quantitat de noticiaris, els clips de les pel·lícules de Hollywood, i els discursos gravats de Fidel Castro i John F. Kennedy, creant una aparença de desordre en el llenguatge de la pel·lícula que està en clar contrast amb l'estil de Hollywood.
Encara que la crítica de la societat revolucionària i de l'individu cubà estava en el fons no sols de Memorias del subdesarrollo, sinó de tots els seus treballs, Gutiérrez Alea no deixa de ser un partidari dedicat del socialisme cubà. Però els seus treballs no es podien descriure com a mera propaganda. Gutiérrez va descriure la motivació per a la seva posició contradictòria dient: “… el cinema proporciona un element actiu i de mobilització, que estimula la participació en el procés revolucionari. Llavors, no és suficient tenir un cinema moralitzador basat en l'arenga i l'exhortació. Necessitem un cinema que promogui i desenvolupi una actitud crítica. Però com criticar i al mateix temps consolidar la realitat en la qual ens submergeixen?”.

## Últims treballs
En les dècades següents, Gutiérrez va dividir el seu temps entre la creació de les seves pròpies pel·lícules i ensenyant a joves promeses del cinema en el ICAIC.
En 1972 i 1976, respectivament, Gutiérrez va acabar dues pel·lícules històriques, Una pelea cubana contra los demonios i La última cena. Totes dues ambientades a la Cuba colonial espanyola, les pel·lícules analitzen les contradiccions i la hipocresia en la societat cubana més enllà de l'imperialisme, de la religió, i de l'esclavitud.
Hasta cierto punto (1984) era el següent treball encertat de Gutiérrez. En un acostament similar a les Memorias del subdesarrollo, narra un conte semi autobiogràfic sobre l'amor entre un documentalista i una obrera (interpretada per l'esposa de Gutiérrez Alea, Mirtha Ibarra).
En els primers anys 90, Gutiérrez va emmalaltir, veient-se obligat a codirigir les seves dues pel·lícules següents amb el seu amic Juan Carlos Tabío. La primera, Fresa y chocolate (1993) es va convertir en la primera pel·lícula cubana nominada per als Oscar de l'acadèmia per a la millor pel·lícula estrangera.
La història de la pel·lícula se centra en la relació conflictiva entre un estudiant marxista convençut i un artista gai. L'última pel·lícula del cineasta cubà, Guantanamera, (1995) empra elements ja tradicionals, com ara una trama interelacional i una comèdia romàntica per a arribar a un acostament més subtil cap als vells blancs de Gutiérrez: el subdesenvolupament i la burocràcia. Va guanyar l'Os de Plata dle Jurat al 44è Festival Internacional de Cinema de Berlín.
Va morir a l'edat 68 anys el 16 d'abril de 1996 i va ser enterrat al Cementiri de Colón, a l'Havana.

## Filmografia
- La caperucita roja (1947) - Curt
- El fakir (1947) - Curt
- Una confusión cotidiana (1950) - Curt, basada en la novel·la de Franz Kafka
- Il sogno de Giovanni Bassain (1953)
- El Mégano (1955) - Pel·lícula documental, en col·laboració amb Julio García Espinosa, Alfredo Guevara, José Massip
- La toma de La Habana por los ingleses (1958) - Pel·lícula documental
- Esta tierra nuestra (1959) - Pel·lícula documental
- Historias de la revolución (1960) - Ficció, 81 minuts
- Asamblea general (1960) - Pel·lícula documental, 14 minuts
- Muerte al invasor (1961) - Pel·lícula documental, 16 minuts
- Las doce sillas (1962) - Ficció, 97 minuts
- Cumbite (1964) - Ficció, 82 minuts
- Muerte de un burócrata (1966) - Ficció, 85 minuts
- Memorias del subdesarrollo (1968) - Ficció, 97 minuts
- Una pelea cubana contra los demonios (1971) - Ficció, 130 minuts
- El arte del tabaco (1974) - Pel·lícula documental, 7 minuts
- La última cena (1976) - Ficció, 120 minuts
- De cierta manera (1977)
- Los sobrevivientes (1979) - Ficció, 130 minuts
- Hasta cierto punto (1983) - Ficció, 88 minuts
- Cartas del parque (1988) - Ficció, 88 minuts
- Contigo en la distancia (1991) - Ficció, 27 minuts
- Fresa y chocolate (1993) - codirigida amb Juan Carlos Tabío, Ficció, 110 minuts
- Guantanamera (1995) - codirigida amb Juan Carlos Tabío, Ficció, 101 minuts

## Premis
Medalles del Cercle d'Escriptors Cinematogràfics
| Any  | Categoria            | Pel·lícula   | Resultat  |
| ---- | -------------------- | ------------ | --------- |
| 1995 | Millor guió original | Guantanamera | Guanyador |

Festival Internacional de Cinema d'Osca
| Any  | Premi                  | Resultat  |
| ---- | ---------------------- | --------- |
| 1994 | Premi Una Vida de Cine | Guanyador |